# Медниково (Ленинградская область)
Ме́дниково (фин. Oravankylä) — деревня в Клопицком сельском поселении Волосовского района Ленинградской области.

## История
На карте Санкт-Петербургской губернии Я. Ф. Шмидта 1770 года упоминается как деревня Медникова.
Согласно 6-й ревизии 1811 года мыза Медниково принадлежала «наследникам Фридрикса».
Согласно 8-й ревизии 1833 года мыза и деревня Медниково принадлежали капитану А. К. Фридрихсу.
Деревня и мыза Медникова (помещика Фридрикса) обозначены на карте Санкт-Петербургской губернии Ф. Ф. Шуберта 1834 года.

МЕДНИКОВА — мыза и деревня принадлежат полковнику Фридрихсу, число жителей по ревизии: 49 м. п., 48 ж. п. (1838 год)

На карте Ф. Ф. Шуберта 1844 года упомянуты деревня и мыза Медникова.
На этнографической карте Санкт-Петербургской губернии П. И. Кёппена 1849 года обозначена деревня «Orawankylä», расположенная в ареале расселения савакотов. В пояснительном тексте к этнографической карте она записана как деревня Orawankylä (Медникова) и указано количество её жителей на 1848 год: 36 м. п., 41 ж. п., всего 77 человек.

МЕДНИКОВА — деревня господина Ломберта, по просёлочной дороге, число дворов — 15, число душ — 34 м. п. (1856 год)

Согласно 10-й ревизии 1856 года мыза Медниково принадлежала помещику Платону Ивановичу Ламберту.
Согласно «Топографической карте частей Санкт-Петербургской и Выборгской губерний» 1860 года деревня называлась Медникова и состояла из 15 крестьянских дворов, к северу от деревни находились Мыза Медникова и ветряная мельница.

МЕДНИКОВО — деревня и мыза владельческие, при пруде, по правую сторону Самрянской дороги в 50 верстах от Петергофа, число дворов — 15, число жителей: 31 м. п., 35 ж. п. (1862 год)

В 1873—1875 годах временнообязанные крестьяне деревни выкупили свои земельные наделы у П. И. Ламберт д'Ансе и стали собственниками земли.
Согласно материалам по статистике народного хозяйства Петергофского уезда 1887 года мыза Медниково площадью 636 десятин принадлежала потомственному почётному гражданину Я. И. Гавеману, она была приобретена в 1874 году за 15 000 рублей. В мызе имелась своя мельница, дача ставалась в аренду.

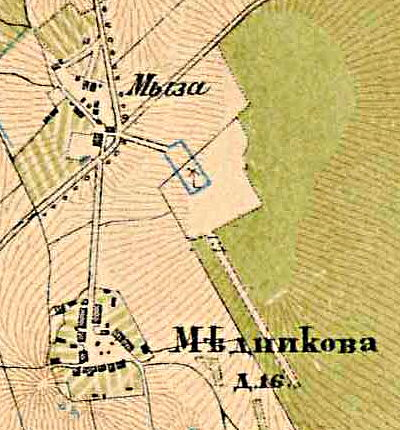
План деревни Медниково. 1885 год

Согласно карте окрестностей Санкт-Петербурга в 1885 году деревня Медниково состояла из 16 крестьянских дворов, к северу от деревни располагались мыза и ветряная мельница.
В конце XIX века деревня административно относилась к Губаницкой волости 1-го стана Петергофского уезда Санкт-Петербургской губернии, в начале XX века — 2-го стана. Население деревни было исключительно финским.
По данным «Памятной книжки Санкт-Петербургской губернии» за 1905 год мыза Медниково площадью 604 десятины принадлежала Евгении Александровне Чеховской.
В 1913 году деревня также состояла из 16 дворов.
С 1917 по 1922 год деревня Медниково входила в состав Медниковского сельсовета Губаницкой волости Петергофского уезда.
С 1922 года в составе Клопицкого сельсовета.
С 1923 года в составе Троцкого уезда.
Согласно данным переписи населения СССР 1926 года в деревне Медниково проживали 143 человека — большинство финны, а также русские.
С февраля 1927 года в составе Венгиссаровской волости. С августа 1927 года в составе Волосовского района.
С 1928 года в составе Губаницкого сельсовета.

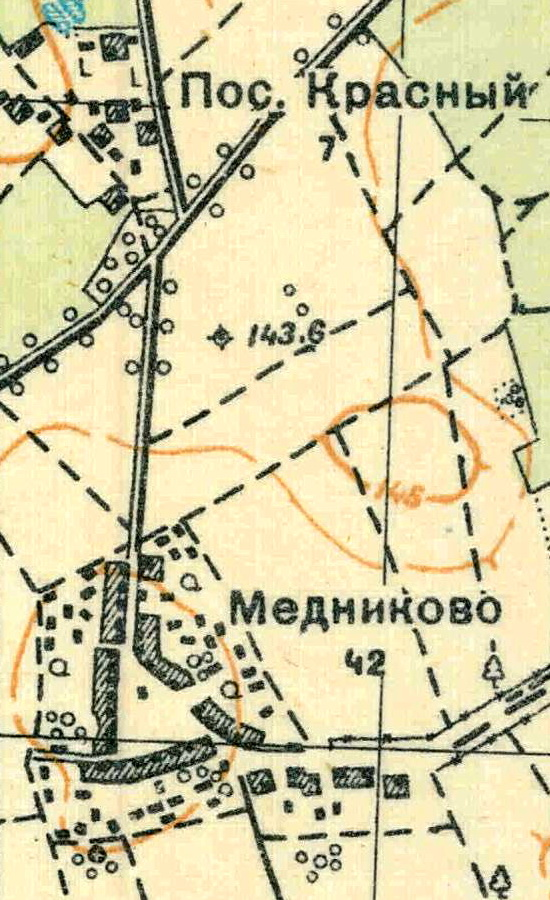
План деревни Медниково. 1931 год

Согласно топографической карте 1931 года деревня насчитывала 42 двора. Бывшая мыза обозначена как посёлок Красный из 7 дворов.
По данным 1933 года деревня Медниково входила в состав Губаницкого сельсовета Волосовского района.
Деревня была освобождена от немецко-фашистских оккупантов 26 января 1944 года.
С 1950 года в составе Артюшинского сельсовета.
С 1954 года вновь в составе Губаницкого сельсовета.
С 1963 года в составе Кингисеппского района.
С 1965 года вновь в составе Волосовского района. В 1965 году население деревни Медниково составляло 214 человек.
По данным 1966 и 1973 годов деревня Медниково также находилась в составе Губаницкого сельсовета.
По административным данным 1990 года деревня Медниково входила в состав Клопицкого сельсовета.
В 1997 году в деревне Медниково проживали 92 человека, в 2002 году — 129 человек (русские — 85 %), в 2007 году — 108.

## География
Деревня расположена в северо-восточной части района на автодороге 41К-044 (Каськово — Ольхово).
Расстояние до административного центра поселения — 2,5 км.
Расстояние до ближайшей железнодорожной станции Волосово — 14 км.

## Демография
| 1862 | 2002 | 2007 | 2010 | 2017 |
| ---- | ---- | ---- | ---- | ---- |
| 66   | ↗129 | ↘108 | ↘78  | ↗104 |

### Национальный состав
Согласно данным Всероссийской переписи населения 2021 года в деревне проживали 126 человек, из них:
 русские — 117, украинцы — 2, грузины — 1, молдаване — 1, финны — 1 человек, остальные национальность не указали.

## Известные жители
- Морозова Татьяна Ионовна (14.01.1937—21.12.2017) — Герой Социалистического Труда[36]
- Чудакова Нина Марковна (10.10.1932—28.07.1997) — Герой Социалистического Труда[37]